# François de Bovet
François de Bovet (Grenoble, 21 marzo 1745 – Parigi, 6 aprile 1830) è stato un arcivescovo cattolico francese.
È il capostipite di una delle tre linee minori di genealogia episcopale della Chiesa latina non riconducibili al cardinale Scipione Rebiba e di cui si riconoscono sette affiliati viventi.

## Biografia
Eletto vescovo di Sisteron in Francia, fu consacrato il 13 settembre 1789. Allo stato attuale non esistono informazioni certe su chi gli conferì l'ordinazione episcopale, per questo i vescovi da lui consacrati lo pongono al vertice della propria linea episcopale.
Durante la Rivoluzione francese fu costretto a lasciare il Paese, senza tuttavia dimettersi dalla cattedra episcopale. Dopo aver fatto rientro in Francia in seguito al Concordato del 1801, nel 1812 lasciò il governo pastorale della diocesi di Sisteron.
Il 1º ottobre 1817 fu eletto arcivescovo metropolita di Tolosa, carica che mantenne fino al 1º aprile 1820.
Morì a Parigi il 6 aprile 1830 all'età di 85 anni.

## Successione apostolica
La successione apostolica è:
- Vescovo Jacques-Léonard Pérocheau, M.E.P. (1818)